# モンタギュー・ハウス

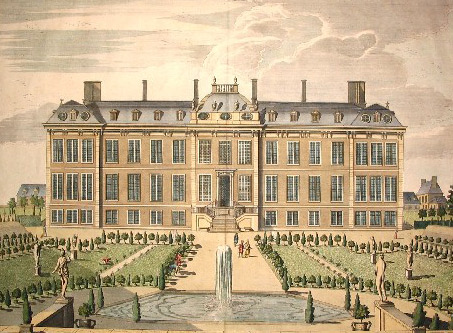
モンタギュー・ハウス
ジェイムズ・サイモン作、1715年頃

モンタギュー・ハウス (英: Montagu HouseまたはMontague House) は、イギリス、ロンドン、ブルームズベリー地区のグレート・ラッセン・ストリートにある17世紀後半に建てられた大邸宅で、1759年から大英博物館として利用されている 。

## 建設

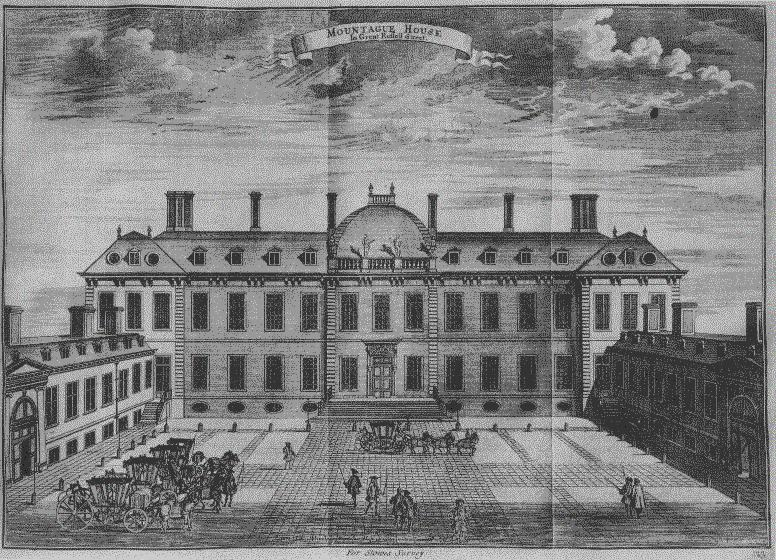
モンタギュー・ハウス
サットン・ニコルズ作、1754年

モンタギュー・ハウスは、初代モンタギュー公爵ラルフ・モンタギュー (1638-1709) (英語版) により、2度建てられた。17世紀後半はブルームズベリーがもっともファッショナブルだった時代であり、モンタギューは現在ではロンドンの中心地であるが、当時は広大な平原 (the Long Fields) (英語版) に隣接していた土地を購入した。

### 最初の邸宅
モンタギューの最初の邸宅は、イギリスの建築家であり科学者のロバート・フック (1635-1703) の設計で、1675年から1679年にかけて建設された。ロバートのスタイルはフランスの設計とオランダの細部の装飾の影響を受けており、優れた才能を持つ建築家だった。その時代に称賛されたのは、中央の区画 (block) と広大な中庭に面した2つの来客のための区画、それとイタリアの芸術家アントニオ・ヴェッリオ (1636-1707) (英語版) による壁画だった。フランス人の画家ジャック・ルソー (1630-1693) (英語版) もまた壁画を描いている 。1686年、この家は火災により焼失した。

### 2回目の邸宅

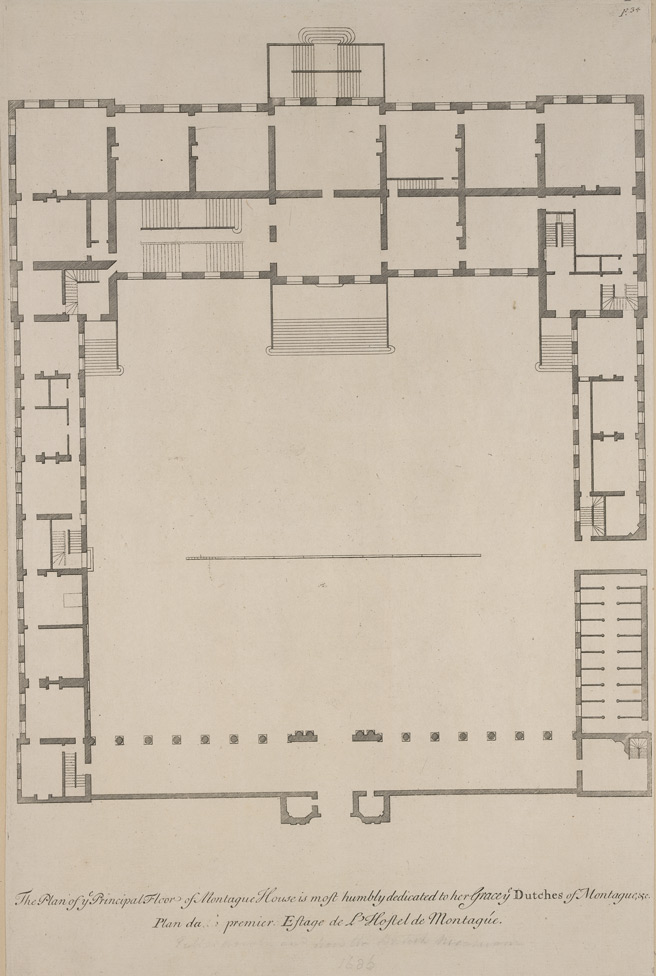
コーレン・キャンベルのウィトルウィウス・ブリタニクスに掲載されたモンタギュー・ハウスの平面図

モンタギューの邸宅は、プージェと呼ばれるあまり知られていないフランス人の設計により再建された。このモンタギュー・ハウスは、17世紀の最後の20年間にロンドンで建てられた私邸のうち最も壮大なものだった。正面から見たファサードは17のベイを持ち、わずかに突出した3つの中央のベイと端には3つのベイを備えていた。端のベイは中央棟の来客用ウィング  に突き当たっていた。邸宅は2つのメインフロアと地下室、さらに中央にドームのあるマンサード屋根を備えていた。設計は当時ののフランス様式で、中央客間 (central saloon) は大広間 (state apartments) (英語版) に繋がっていた。フランス人芸術家による内装は、ホレス・ウォルポール (1717-1797) に称賛され、その時代同じくモンターギュ公により改築されたボートン・ハウス (英語版) の来客用施設に匹敵していたようである。

## 歴史
18世紀初頭には、ブルームスベリーは流行の最先端を取り入れた貴族の地区から、中流クラスの地区へと穏やかに衰退していき、第2代モンタギュー公は父の邸宅を手放し、ホワイトホールに移った。彼は自ら控えめな邸宅を建てたが、それは後に彼のヴィクトリア朝の末裔、第5代バクルー公爵ウォルター・モンタギュー・ダグラス・スコット (1806-1884) により豪華な邸宅 (Montagu House, Whitehall) (英語版) へと建て替えられた。ブルームスベリーのモンタギュー・ハウスは1759年に大英博物館に売却され、それ以来中心的な施設として利用されている。